# Topptakelung

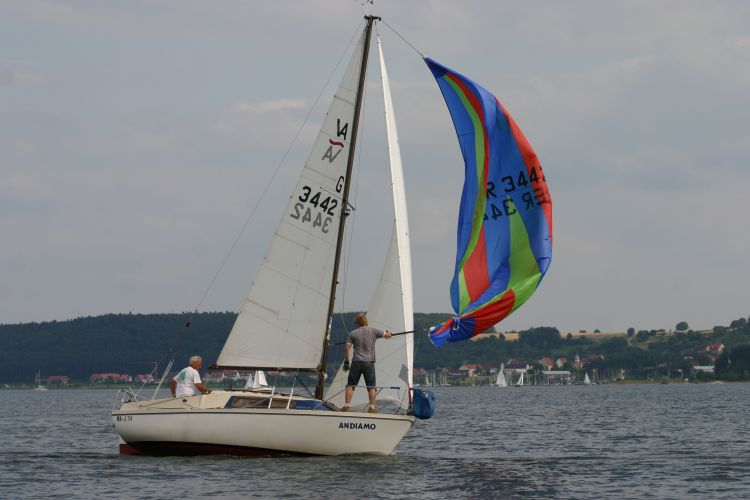
Toppgetakelte Segelyacht (Varianta 65)

Topptakelung ist ein Begriff aus dem Segelschiffbau.
Wenn bei einer slupgetakelten Segelyacht das Vorstag bis zum Masttopp (Spitze des Schiffsmastes) führt, wird diese Takelungsart Topptakelung genannt.

## Vorteile und Nachteile
Die Vorteile gegenüber einer fraktionellen Takelung, wie der Siebenachteltakelung, liegen darin, dass größere Vorsegelflächen gefahren werden können und ein zweites Vorstag möglich ist (Kuttertakelung).
Nachteilig ist, dass der Mast über das Achterstag nur über ein eventuell zusätzliches Babystag und nicht so gut trimmbar ist.

## Slup-Takelungen

Topptakelung
7/8-Takelung